# Люльченка
Люльченка — река в России, протекает в Кировской области. Устье реки находится в 669 км по левому берегу реки Вятки (протока Прорва). Длина реки составляет 26 км, площадь водосборного бассейна 92 км².
Верхнее течение реки проходит по территории города Киров. Исток реки в микрорайоне Мирный (Ленинский район) на садовых участках рядом с улицей Щорса. Река течёт по городской территории на северо-восток, около вокзала Киров-Котласский поворачивает на северо-запад и течёт по Октябрьскому району. Покинув городскую черту продолжает течь по территории муниципального образования город Киров, протекает деревню Монастырская и впадает в боковую протоку Вятки, также известную как озеро Прорва.

## Данные водного реестра
По данным государственного водного реестра России относится к Камскому бассейновому округу, водохозяйственный участок реки — Вятка от города Киров до города Котельнич, речной подбассейн реки — Вятка. Речной бассейн реки — Кама.
Код объекта в государственном водном реестре — 10010300312111100034136.